# Anima
Pour les articles homonymes, voir Anima (homonymie).
L'anima (du latin anima « souffle, âme », d'où vient le terme animal) est, dans la psychologie analytique du psychiatre suisse Carl Gustav Jung, la représentation féminine au sein de l'imaginaire de l'homme. Plus précisément, l'Anima représente l'ensemble des images et des archétypes féminins présents dans l'inconscient de l'homme durant sa vie (d'abord inconsciemment projeté par l'enfant sur le parent du sexe opposé, puis sur les personnes rencontrées auxquelles sont alors prêtées les caractéristiques de cette image). L'anima symbolise la dimension affective, intuitive et créative qui complète la conscience masculine. C'est une formation de l'inconscient collectif, qui a son pendant chez la femme sous le nom d'animus.

## Origine de la notion
Des rencontres avec Toni Wolff naissent les concepts d'« anima », d'« animus » et de « persona ».

## Définition en psychologie analytique

### Animus et anima
Ces deux éléments fondamentaux de la psyché ne sont pas symétriques ; en effet, l'Anima est l'archétype de la vie en soi, qui procure expérience et connaissance chez l'homme. C'est une fonction régulatrice, qui a pour but d'adapter le conscient à l'inconscient, or l'Animus est lui un logos désignant une fonction de discrimination. Leurs manifestations sont également divergentes : 

« Pour décrire en bref ce qui fait la différence entre l'homme et la femme à ce point de vue, donc ce qui caractérise l'animus en face de l'anima, disons : alors que l'anima est la source d'humeurs et de caprices, l'animus, lui, est la source d'opinions ; et de même que les sautes d'humeur de l'homme procèdent d'arrière-plans obscurs, les opinions acerbes et magistrales de la femme reposent tout autant sur des préjugés inconscients et des a priori . »

### Archétype de la fonction inconsciente
L'anima chez l'homme, et l'animus chez la femme, sont les archétypes du sexe opposé ; c'est pourquoi Jung nomme ce couple « contra-sexuel ». Ils ont une fonction de régulation ou d'adaptation et contiennent une certaine charge psychique les rendant relativement autonomes par rapport au Moi. L'anima est ainsi une image innée de la femme chez l'homme (c'est la part féminine de l'homme), l'animus, une image innée de l'homme chez la femme (c'est la part masculine de la femme). Tous deux sont perçus dans les rêves et se distinguent des autres archétypes personnels par la charge émotionnelle qu'ils véhiculent. Leur intégration permet de relier le conscient à l'inconscient et forme le travail préliminaire de l'individuation. Pour Jung, tout homme a une image (ou « imago ») psychique de la femme, représentant dans sa psyché personnelle sa propre relation avec l'inconscient. C'est pourquoi, pour les hommes, l'anima représente les sentiments et les affects. L'anima ne renvoie pas au complexe d'Œdipe : il s'agit d'une fonction psychique personnifiée, celle de la relation du Moi masculin à l'inconscient et qui a pour but de compenser la conscience.

### Influence sur la personnalité
Contrairement à l'anima, l'animus féminin n'est pas un homme unique mais une pluralité virile. Chez la femme, il est à l'origine de comportement et de paroles acerbes et magistrales, péremptoires. Ces deux archétypes peuvent fasciner le Moi, c'est-à-dire l'envahir psychiquement. Jung parle alors de « possession par l'animus ou l'anima » lorsque l'un ou l'autre envahit le champ du conscient. L'étude des manifestations de l'anima ou de l'animus a donné lieu à une littérature abondante, d'Emma Jung (La Légende du Saint Graal) à Marie Louise von Franz (La Femme dans les contes de fées), de Clarissa Pinkola Estés (Femmes qui courent avec les loups) à Annick de Souzenelle (Le Féminin de l'Être. Pour en finir avec la côte d'Adam).

## Figures de l'anima
L'anima apparaît souvent dans les rêves et les fantasmes, sous les traits d'une femme séductrice ou diabolique qui est porteuse de valeurs féminines souvent très éloignées des valeurs masculines conscientes du rêveur. C'est au cours du processus d'individuation, souvent dans la seconde moitié de la vie, que l'homme se trouve confronté à cette figure de son inconscient : 

« L'anima est féminine ; elle est uniquement une formation de la psyché masculine et elle est une figure qui compense le conscient masculin. Chez la femme, à l'inverse, l'élément de compensation revêt un caractère masculin, et c'est pourquoi je l'ai appelé l'animus. Si, déjà, décrire ce qu'il faut entendre par anima ne constitue pas précisément une tâche aisée, il est certain que les difficultés augmentent quand il s'agit de décrire la psychologie de l'animus. Le fait qu'un homme attribue naïvement à son Moi les réactions de son anima, sans même être effleuré par l'idée qu'il est impossible pour quiconque de s'identifier valablement à un complexe autonome, ce fait qui est un malentendu se retrouve dans la psychologie féminine dans une mesure, si faire se peut, plus grande encore. Pour décrire en bref ce qui fait la différence entre l'homme et la femme à ce point de vue, donc ce qui caractérise l'animus en face de l'anima, disons : alors que l'anima est la source d'humeurs et de caprices, l'animus, lui, est la source d'opinions ; et de même que les sautes d'humeur de l'homme procèdent d'arrière-plans obscurs, les opinions acerbes et magistrales de la femme reposent tout autant sur des préjugés inconscients et des a priori. »

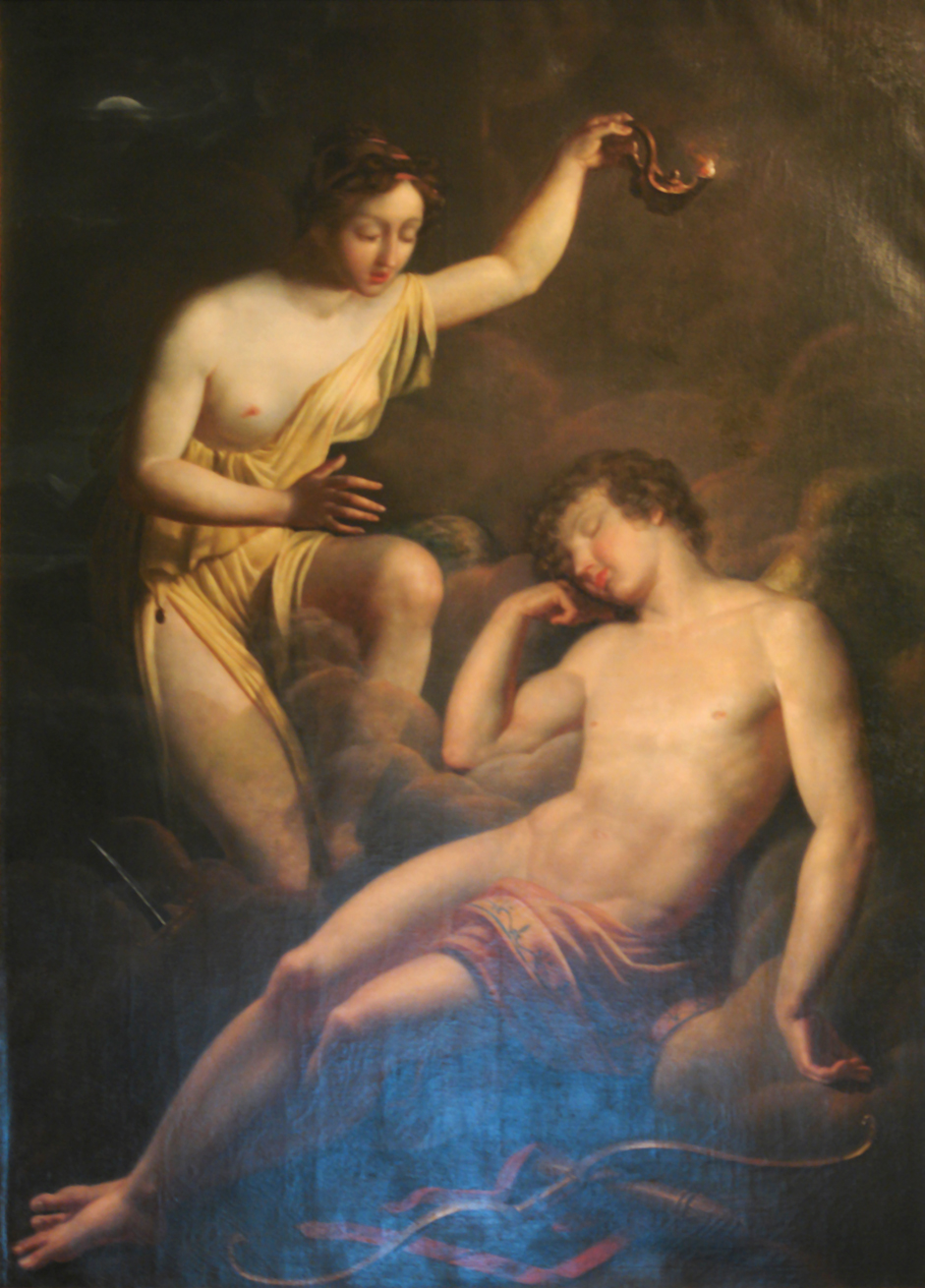
Psyché et Eros.

Dès 1921, Jung définit l'anima et l'animus dans son ouvrage Types psychologiques pour rendre compte de l'expérience des délires de psychotiques dont il a eu la charge au Burghölzli, et qu'il a lui-même vécu lors de sa période de confrontation à l'inconscient, après sa rupture avec Freud. C'est notamment son épisode avec Sabina Spielrein qui créa chez lui les premiers linéaments d'une théorie des archétypes sexués au sein de la psyché de chaque genre.
Les figures féminines de la catégorie anima se révèlent en général aux hommes. C'est pourquoi on la nomme la part féminine de l'homme. Dans le cadre de la clinique, ou simplement en suivant ses rêves, jour après jour, sur une longue période, et en prenant conscience de cette part féminine, ces personnages qu'il a en lui, le masculin réel de l'homme se met à se développer. Ce processus se nomme l'individuation. L'aboutissement de cette réalisation se fait en général, par la rencontre avec la figure de la femme sage vers la fin du processus. Les personnages masculins (bien que relevant en général de la psyché féminine) apparaissant parfois dans l'homme au cours de ce processus.
Constituant l'anima, Jung distingue, en 1946, quatre niveaux, se révélant au fil du processus d'individuation :
- 1er niveau, la femme primitive, par exemple : Ève (ou "Hawwa"), l'Aphrodite Pandemos, mais aussi les sirènes, les femmes fatales ou Salomé. Plus généralement, l'image de la femme au sens strictement biologique du terme : « qui doit être fécondé ».
- 2e niveau, la femme d'action, par exemple : Hélène de Troie, Diane chasseresse (ou Potnia Theron), mais aussi les Amazones. Plus romantique, et esthétique, cette image de la femme laisse apparaître des valeurs individuelles : on entre ici dans la sphère de la psychologie.
- 3e niveau, la femme de la sublimation, par exemple : la Vierge Marie, Durga chez les hindous, Isis, Déméter... On atteint un stade spirituel, voire religieux.
- 4e niveau, la femme sage, par exemple : Sophia, la fée, la Mère universelle (Mahadevi) comme guide ou initiatrice, Mona Lisa.

Commentant le fait que la sagesse l'emporterait sur la sainteté, Jung se contente de préciser : « bien souvent, un peu moins signifie davantage. »
Chaque niveau correspond à un niveau de maturité psycho-affective. En réalité, l'anima a une fonction régulatrice : « La présence d'une figure de l'anima dans le rêve fait en effet toujours supposer l'existence d'une fonction de relation. L'anima représente toujours chez l'homme la fonction de relation. »

### Anima dans les rêves
Dans les rêves, où apparaît de manière privilégiée l'anima, celle-ci joue un rôle de guide, à travers des figures féminines révélatrices : « L'anima exprime en quelque sorte le désir. Elle représente certains désirs, certaines attentes. C'est pourquoi on la projette sur la personne d'une femme, à laquelle se voient attribuées certaines attentes, des attentes unilatérales, tout un système d'attentes. »

### Une inspiratrice des arts
Si l'on ne prend qu'une forme d'art bien particulière, en l'occurrence la bande dessinée, il n'est pas difficile de trouver de nombreux artistes masculins ayant une anima très puissante qu'ils personnifient dans leurs personnages principaux : Jean-Claude Forest avec Barbarella et Hypocrite, Georges Pichard et Paulette (entre autres), Walthéry et l'hôtesse de l'air Natacha, beaucoup de personnages de Jean-Pierre Gibrat, Valentina de Crepax... Les exemples sont légion. C'est assez logique car, pour faire vivre un personnage féminin fictif et le rendre crédible quand on est un auteur masculin, il faut être très connecté à sa propre part féminine, savoir l'écouter, penser au féminin, etc.

D'autres formes artistiques peuvent montrer le même phénomène, mais c'est la bande dessinée qui, de par la représentation graphique, donc physique, des personnages qui sont amenés à vivre une véritable vie sur le papier, est la mieux à même d'illustrer ce concept de l'anima chez les artistes.

## Anima dans la thérapie jungienne

### Confrontation avec l'anima
La confrontation avec cet autre, étape décisive de l'individuation, est génératrice d'angoisse, aux limites de la folie, néanmoins elle permet une intégration complète et harmonieuse des différentes instances composants la psyché.

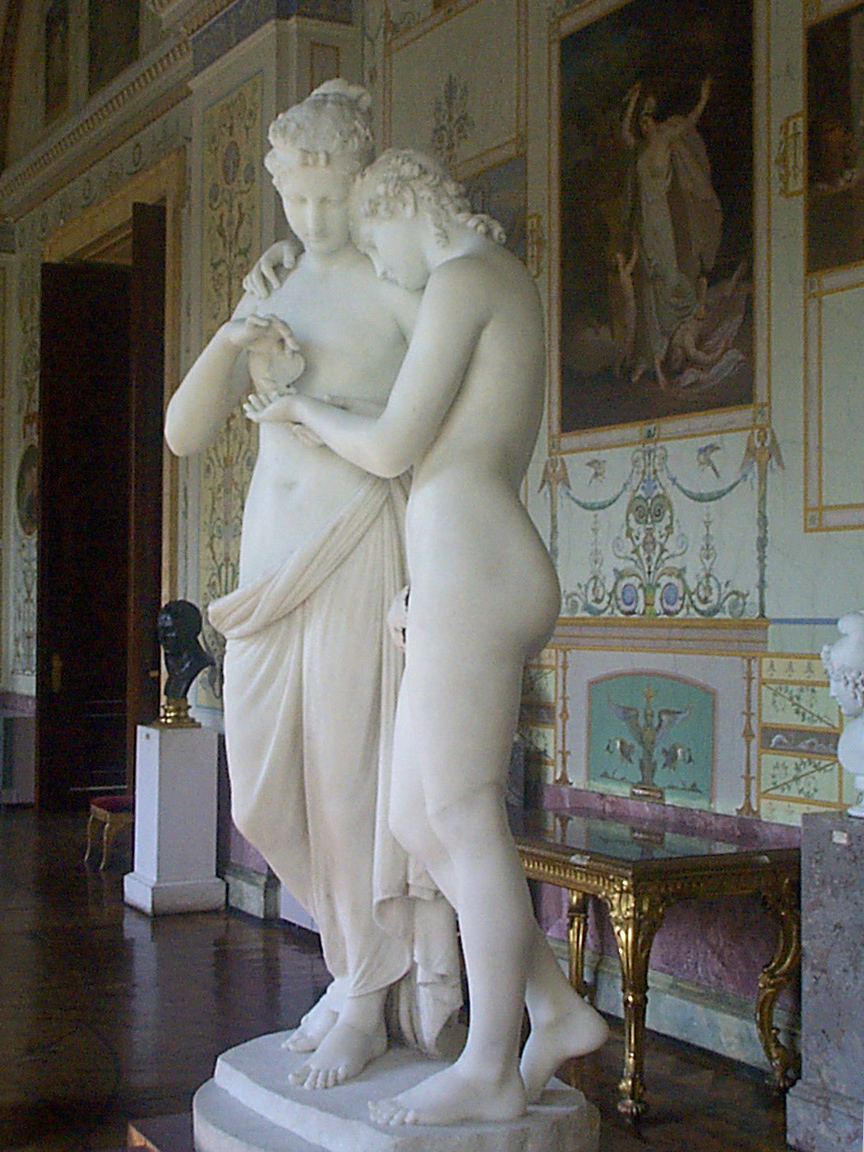
Illustration du dialogue de l'homme avec son anima : représentation de Psyché et Cupidon.

### Dialogue intérieur et anima
Dans la thérapie jungienne, la technique du dialogue intérieur, comme celle de l'imagination active, permet, par un dialogue réel avec ses contenus inconscients personnifiés, sous le contrôle critique du Moi, d'intégrer son image : « Tout l'art de ce dialogue intime consiste à laisser parler, à laisser accéder à la verbalisation le partenaire invisible, à mettre en quelque sorte à sa disposition momentanément les mécanismes de l'expression (...). »

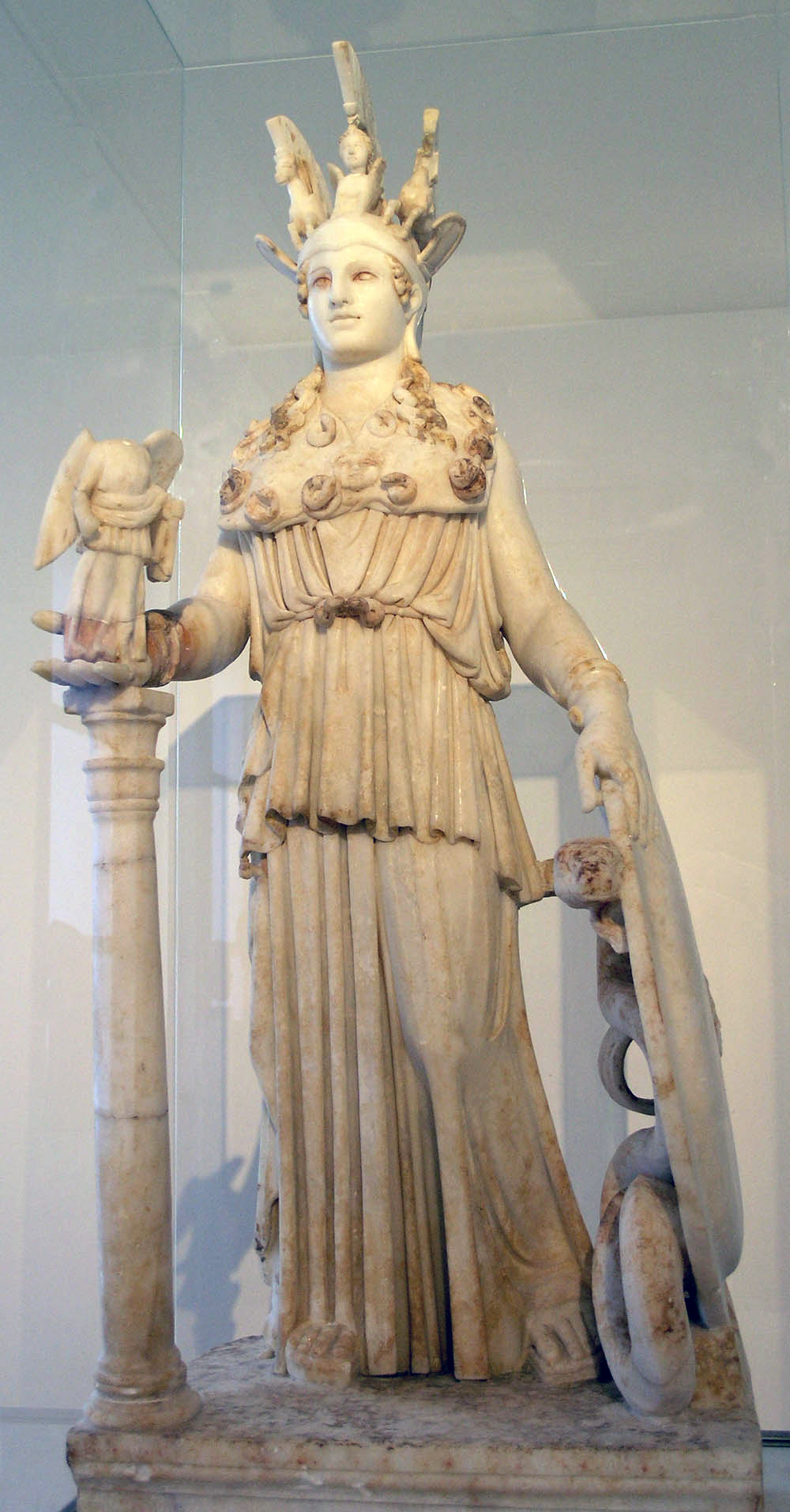
La déesse Athéna.

### Ouvrages de C. G. Jung utilisés comme sources
1. ↑  « L'anima compense le conscient masculin. Chez la femme l'élément de compensation revêt un caractère masculin, et c'est pourquoi je l'ai appelé l'animus », in Dialectique du moi et de l'inconscient, Gallimard, 1971, p. 214.
2. ↑  « Si, chez l'homme, l'anima apparaît sous les traits d'une femme, d'une personne, chez la femme l'animus s'exprime et apparaît sous les traits d'une pluralité », in Dialectique du moi et de l'inconscient, Gallimard, 1971, p. 215.

- Dialectique du moi et de l'inconscient, Gallimard, coll. « Folio », 1986 (1re éd. 1933), 334 p. (ISBN 978-2-07-032372-2)
- chap. 9 « Carl Gustav Jung et la psychologie analytique », dans Henri-Frédéric Ellenberger, Histoire de la découverte de l'inconscient, Paris, Fayard, 2008, 975 p. (ISBN 978-2-213-61090-0, BNF 37649250)

1. ↑  p. 728-729.

- (fr) Charles Baudouin, L'Œuvre de Carl Jung et la psychologie complexe, Paris, Petite bibliothèque Payot, coll. « numéro 133 », 2002, 522 p. (ISBN 978-2-228-89570-5, BNF 38820124)

### Autres sources utilisées
1. ↑  C.G. Jung, Dialectique du moi et de l'inconscient, Idées / Gallimard, 1973, p. 181.
2. ↑  C.G. Jung " Dialectique du moi et de l'inconscient ", Idées / Gallimard, 1973 p. 179 et 181.
3. ↑  C. G. Jung, Psychologie du transfert, Albin Michel, 1980, pp. 26-27
4. ↑  Ibid. p. 27
5. ↑  C.G. Jung, Sur l'interprétation des rêves, Albin Michel, 1998, p. 224.
6. ↑  C.G. Jung, Sur l'interprétation des rêves, Albin Michel, 1998, p. 149.
7. ↑  « Les éléments du monde intérieur nous influencent subjectivement de façon d'autant plus puissante qu'ils sont inconscients ; aussi, pour quiconque est désireux d'accomplir un progrès dans sa propre culture (et n'est-ce pas chez l'individu isolé que la culture commence ?), est-il indispensable d'objectiver en lui les efficacités de l'anima, afin de tenter de découvrir quels sont les contenus psychiques à l'origine des efficiences mystérieuses de l'âme. De la sorte, le sujet acquerra adaptation et protection contre les puissances invisibles qui vivent en lui », C.G. Jung, Dialectique du moi et de l'inconscient, Gallimard, 1973, p. 178.
8. ↑  C.G. Jung, Dialectique du moi et de l'inconscient, Gallimard, 1973, pp. 171-172.